# Лиман (Слобожанська міська громада)
Лима́н — село в Україні, у Слобожанській міській громаді Чугуївського району Харківської області. Населення становить близько 4 тисячі осіб. Колишній орган місцевого самоврядування — Лиманська сільська рада.

## Географія
Село розташоване біля озера Лиман, за 7 км від річки Сіверський Донець (лівий берег), прилягає до міста Слобожанське, на території села кілька озер, зокрема озеро Світличне, озеро Чайка.
Навколо села багато осушених боліт, у тому числі урочище Сухий Лиман, урочище Комишувате, урочище Озеро Очеревате, урочище Горіла долина.
На відстані 4 км знаходиться залізнична станція Занки.

## Походження назви
Найменування села виникло завдяки його розташуванню на лимані. На сьогодні Лиман — це озеро на місці стариці річки Сіверський Дінець.
В Україні є декілька поселень, що мають таку саму назву.

## Історія
- 1660 — дата заснування.
- 1679 року село стало частиною Ізюмської оборонної лінії.
- 1682 — Лиман (з іншими поселеннями), був переданий з Харківського козацького слобідського полку, до Ізюмського. Був сотенним містечком, Лиманської сотні.
- 1699 — Згідно з переліком старшин Ізюмського козацького полку, лиманський сотник — Григораш Пашковський.[1]
- Згідно з переписом 1732 року, у Лимані при храмах вказано три школи, з 8 дячками — викладачами.
- 1736 — Лиманським сотником був Андрій Богуславський.
- 1750 — побудовано храм Воздвиження Хреста Господнього[2] .
- 1762 — Лиманський сотник Василь Богуславський мав покарання відлучення від церкви, за побиття священика Михайла, з села Бишкин.
- 1798 — за кошт прихожан побудована дерев'яна Архангело — Михайлівська (Архангельська) церква, у стилі українського бароко[2], місцевої лиманської архітектурної школи[3] . Зруйнована на початку XX ст.
- У Лимані проводилися чотири ярмарки: на Фомин тиждень, другого липня, першого жовтня, першого листопада;
- За переписом у 1785 році було:
  - військових мешканців 1481 душ;
  - підпоміжників 906 душ;
  - робітників 112 душ;
  - піддані колишнього судді Лисовського 20 душ.
- Парафіян у Лимані було:
  - 1730 рік — 1480 чоловіків, 1421 жінка;
  - 1750 рік — 1735 чоловіків, 1608 жінок;
  - 1770 рік — 1907 чоловіків, 1821 жінка;
  - 1790 рік — 2273 чоловіки, 2340 жінок;
  - 1810 рік — 1914 чоловіків, 1866 жінок;
  - 1830 рік — 2184 чоловіки, 1945 жінок;
  - 1850 рік — 1951 чоловік, 2117 жінок.
- У серпні 1945 р. сюди були переселені українці з села Святкова Велика і замість обіцяного радянськими агітаторами колгоспного раю побачили спухлих від голоду селян, які приречено помирали. Тож переселенці нишком ночами втікали на Західну Україну.[4]

## Населення

### Мова
Розподіл населення за рідною мовою за даними перепису 2001 року:
| Мова            | Кількість | Відсоток |
| --------------- | --------- | -------- |
| українська      | 3925      | 93.81%   |
| російська       | 245       | 5.86%    |
| вірменська      | 2         | 0.05%    |
| білоруська      | 1         | 0.02%    |
| румунська       | 1         | 0.02%    |
| інші/не вказали | 10        | 0.24%    |
| Усього          | 4184      | 100%     |

## Економіка
- Молочно-товарна і птахо-товарна ферми, машинно-тракторні майстерні.
- Асоціація землеробства «Лиман».
- Теплиці.
- Турбаза «Лиман».

## Об'єкти соціальної сфери
- Дитячий садок.
- Комунальний заклад «Лиманський Ліцей».
- Клуб.
- Торгівельна площа (Посад, Кісет, канцтовари, кафе, перукарня, квіткарня, рибацький магазин, садівничий магазин)
- Спортивний майданчик.
- Полігон.
- Магазин "Смак"
- Невеликий парк з братською могилою та пам'ятником, присвячений учасникам Великої Вітчизняної Війни
- пекарня «Ведмедик»
- Кафе "Mix&Food"

## Екологія
- Відстійники.
- Шламові відвали.

## Пам'ятки
- Урочище Горіла долина — єдине ізольоване розташування солончаків у Харківській області та найпівнічніша точка солончаків у Європі
- Хрестовоздвиженський храм.
- Храм Покрови Пресвятої Богородиці ПЦУ.
- Братська могила радянських воїнів. Поховано 156 воїнів.
- Братська могила жертв нацизму. Поховано 4 мешканці села.
- Могила Шаляпіна І. Н., старшого лейтенанта.
- Пам'ятник Леніну В. І. (демонтовано під час декомунізації)
- Поселення двошарове: доби бронзи та салтівське.

## Галерея

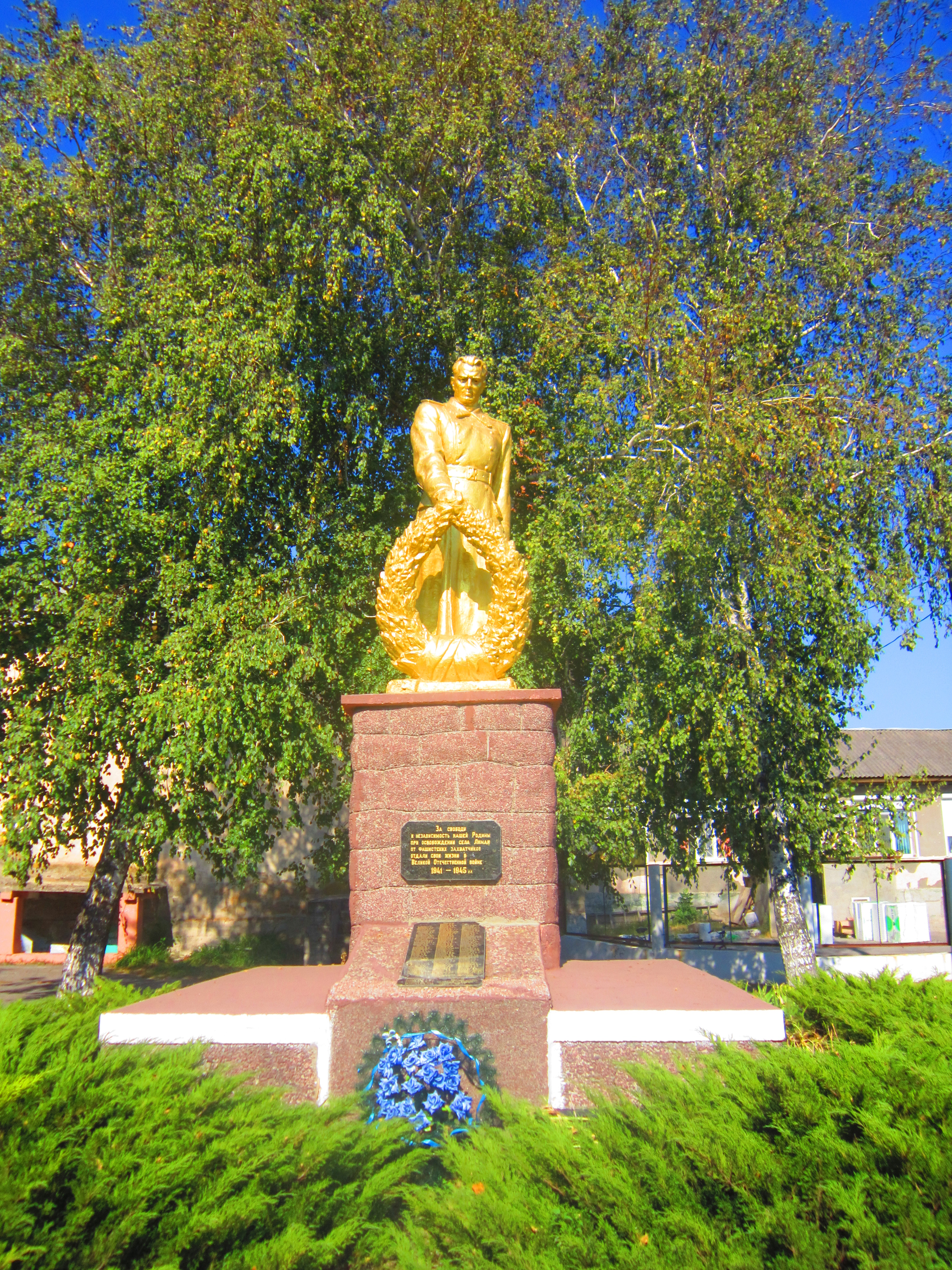
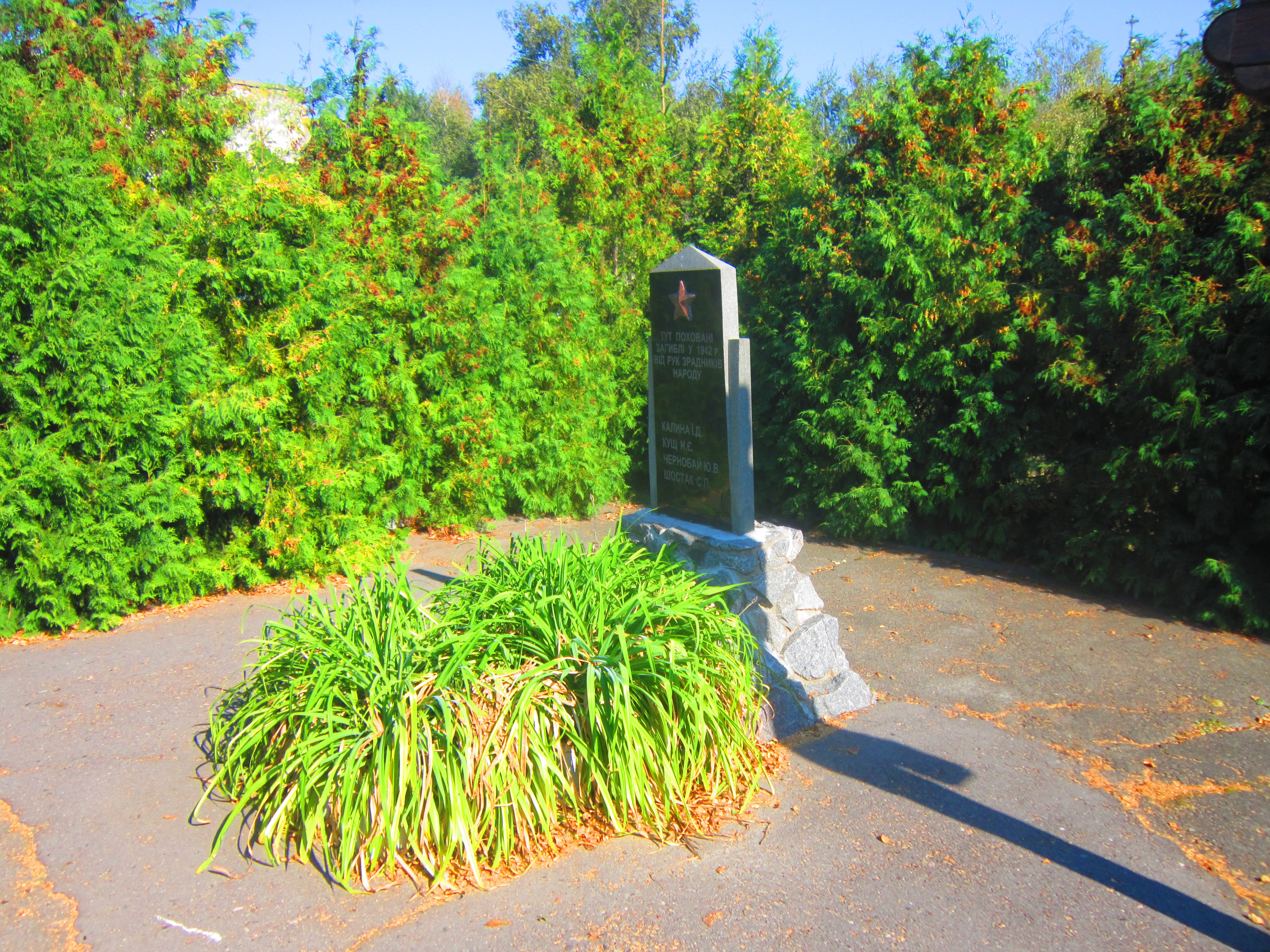
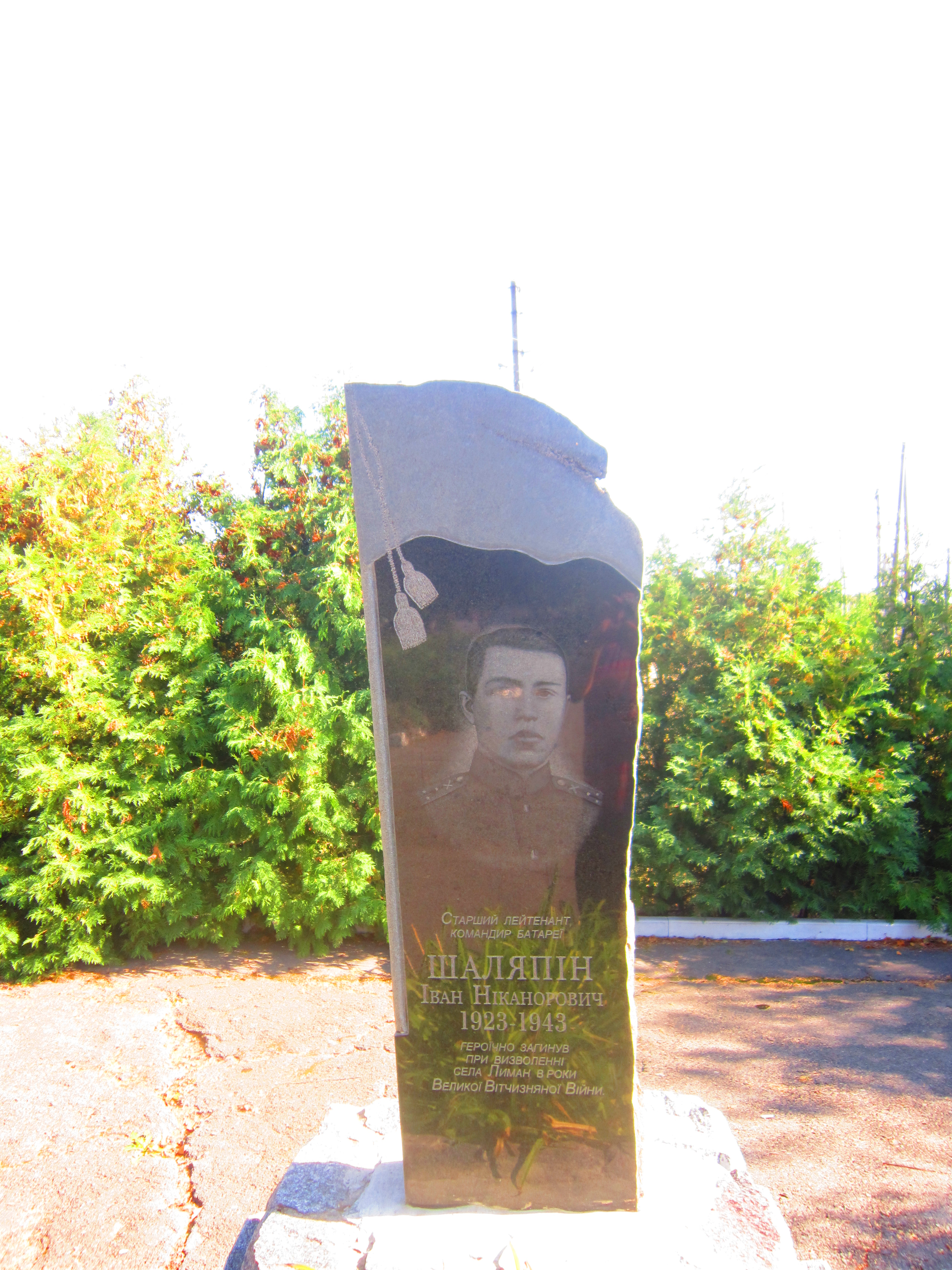
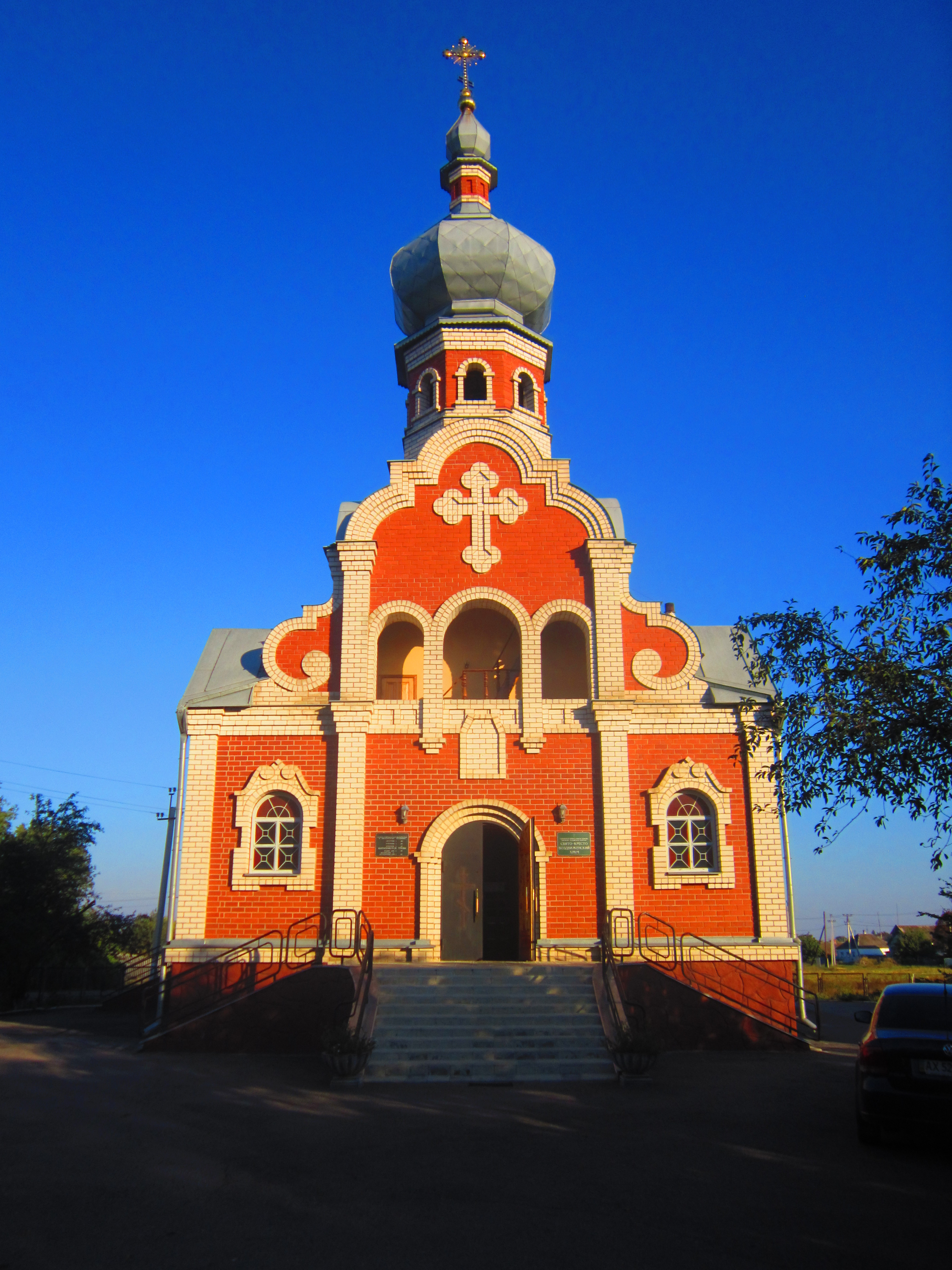
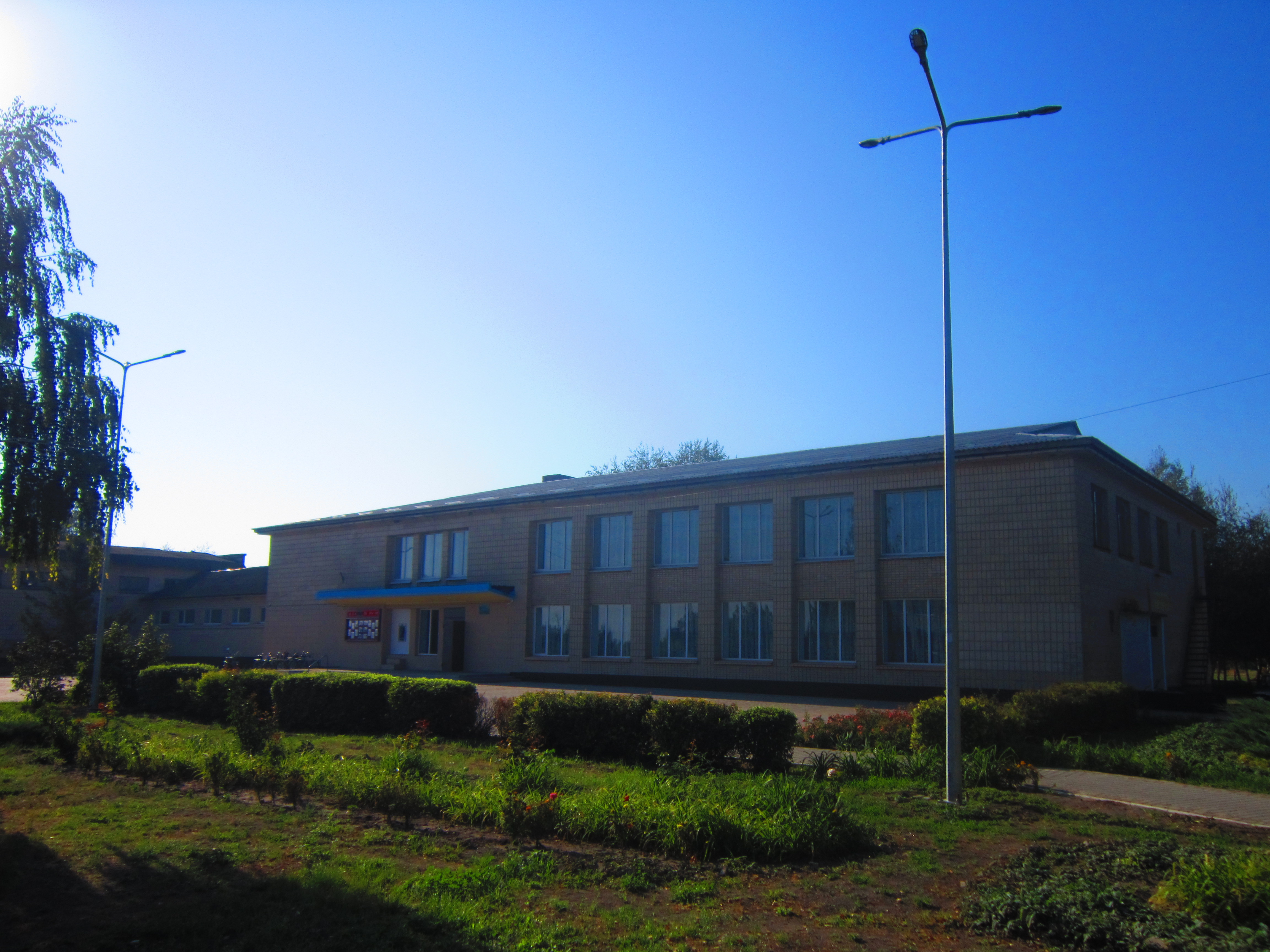
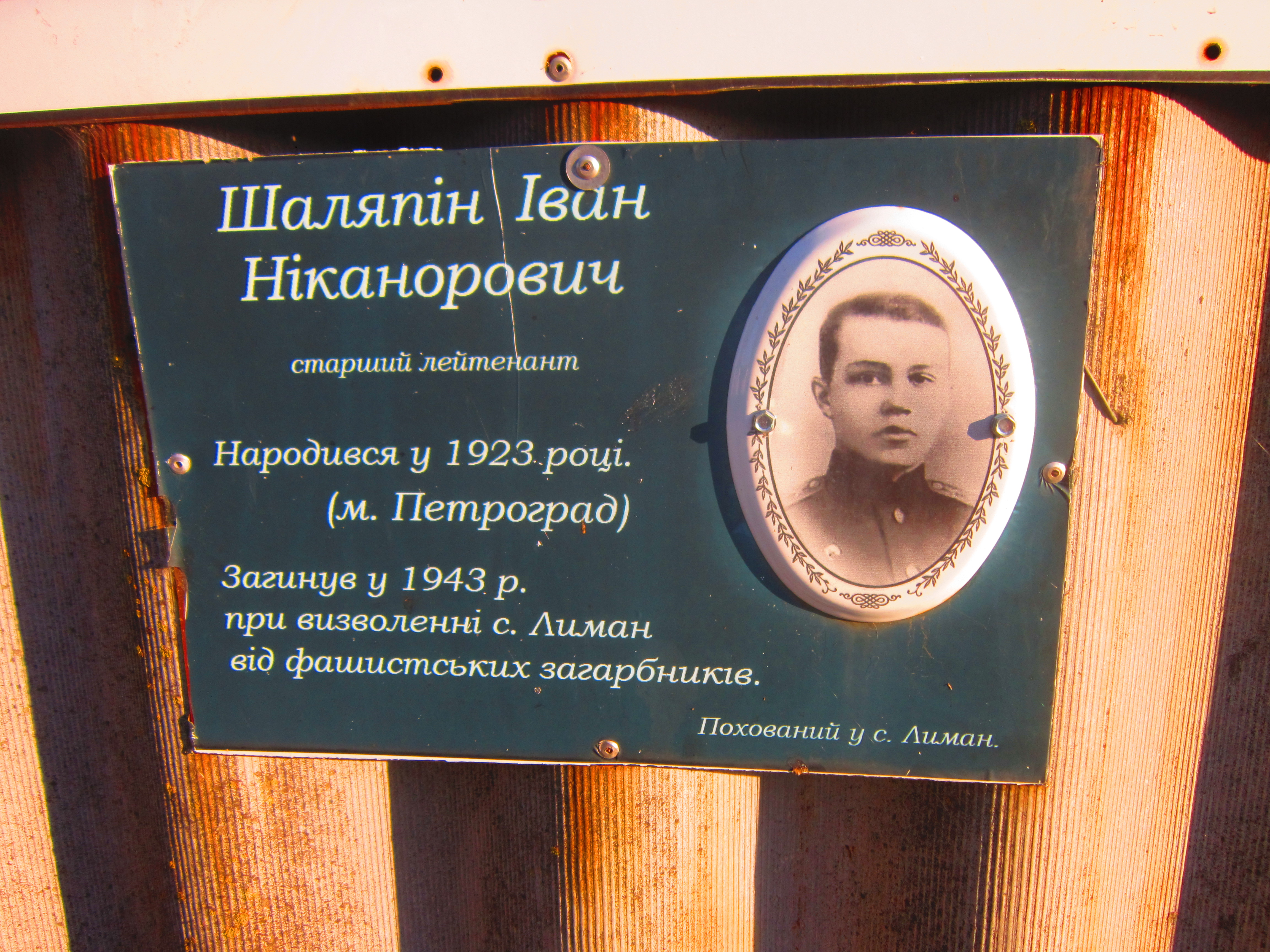
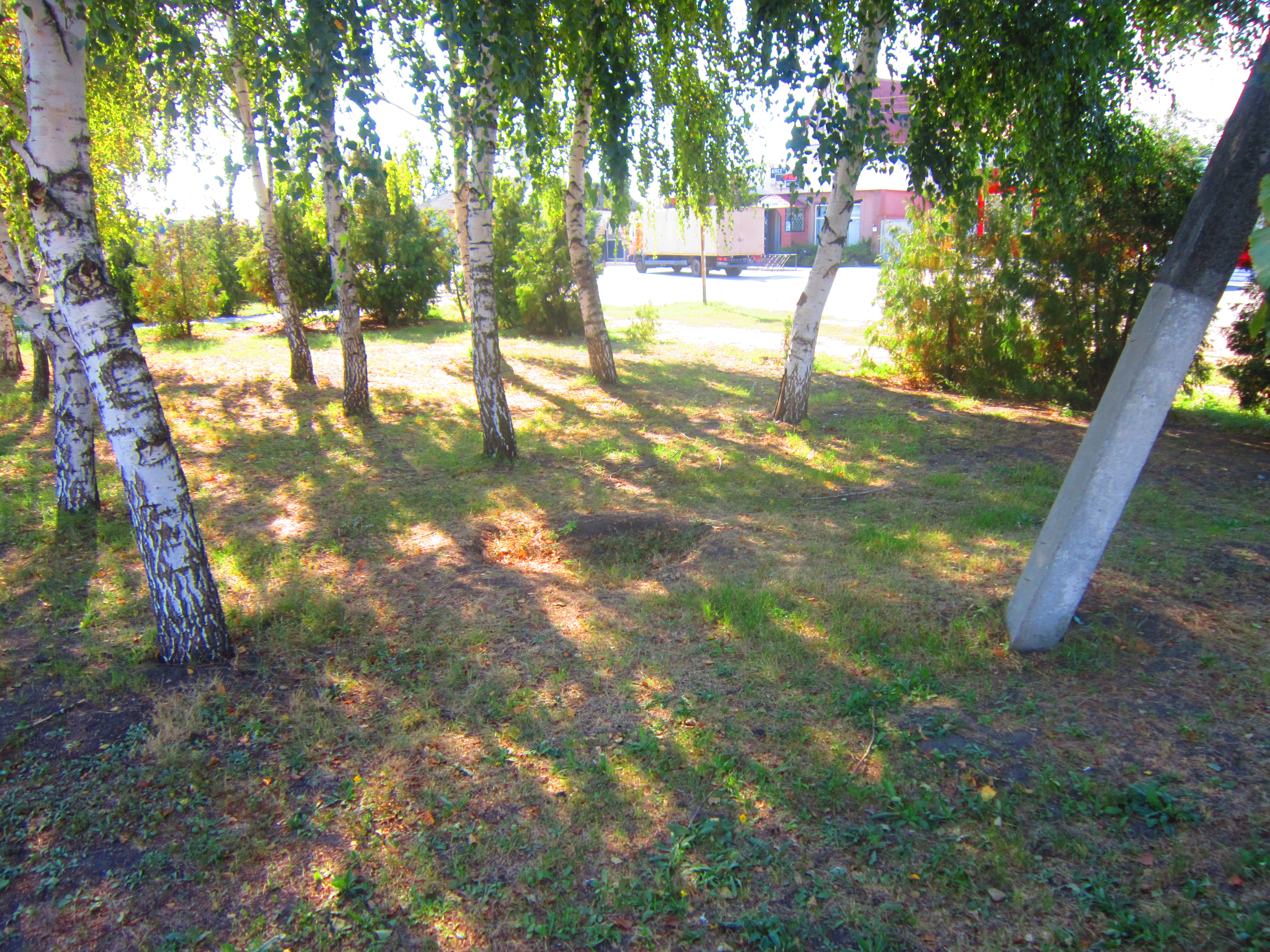

## Відомі люди

### Народилися
- Семеног Олена Миколаївна — доктор педагогічних наук, професор, авторка наукових досліджень із теорії і методики вищої професійної (філологічної) освіти, культури наукової мови, методики викладання української мови, етнолінгводидактики, української лінгвоперсонології.

### Поховані
- Лустов Володимир Миколайович — радянський військовик, учасник афганської війни. Посмертно нагороджений орденом Червоної зірки.